# Porolepiformes
I porolepiformi (Porolepiformes) sono un gruppo di pesci ossei estinti, appartenenti ai sarcotterigi. Vissero tra il Devoniano inferiore e il Devoniano superiore (circa 410 - 360 milioni di anni fa) e i loro resti fossili sono stati ritrovati in Europa e in Nordamerica.

## Descrizione
I porolepiformi erano pesci predatori grandi e dal corpo piuttosto compatto e alto, con lunghe pinne, teste corte e larghe e piccoli occhi posti anteriormente. Il loro nome deriva dal genere Porolepis e significa "scaglia - poro" e si riferisce alle caratteristiche file di pori visibili sulle scaglie di alcuni generi. La mandibola era dotata di una spirale dentata contenente alcune file di grossi denti acuminati che formavano la spirale. Le scaglie erano di varie forme e dimensioni: variavano dalle scaglie romboidali con uno spesso strato di cosmina nelle forme primitive a quelle grandi, tondeggianti e rozzamente ornamentate nei generi più derivati come Holoptychius. Le narici erano grandi e ampiamente separate. Le pinne impari erano dotate di grandi placche dorsali.

## Classificazione
L'ordine Porolepiformes venne istituito da Erik Jarvik nel 1942, per accogliere alcuni pesci sarcotterigi dalle caratteristiche ben distinte, come Porolepis e Holoptychius. Attualmente i porolepiformi sono considerati un gruppo piuttosto basale di pesci dalle pinne lobate, forse affini ai dipnoi e raggruppati con questi ultimi nel gruppo dei Dipnomorpha. Tra i porolepiformi più noti si ricordano forme basali del Devoniano inferiore come Porolepis e forme successive, più derivate, come Glyptolepis, Laccognathus e Holoptychius. 

### Filogenesi
Di seguito è riportato un cladogramma tratto da Mikko's Phylogeny Archive
|            | †Heimenia ensis ØRvik 1969 |
|            | |

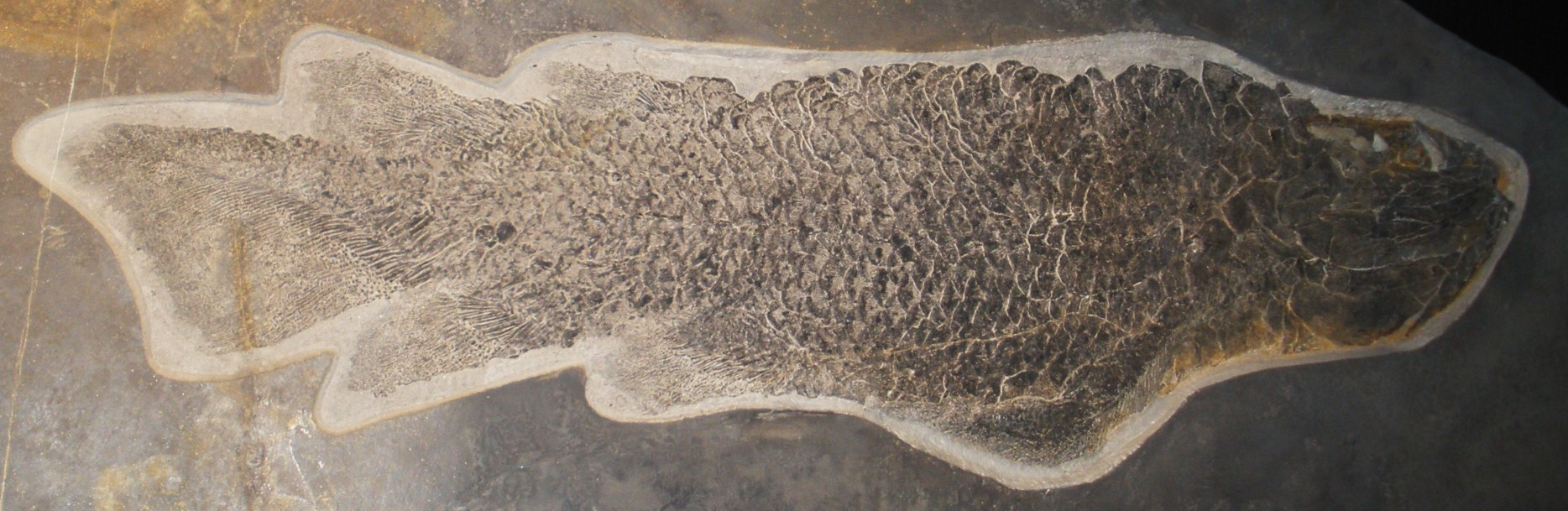
Fossile di Glyptolepis paucidens

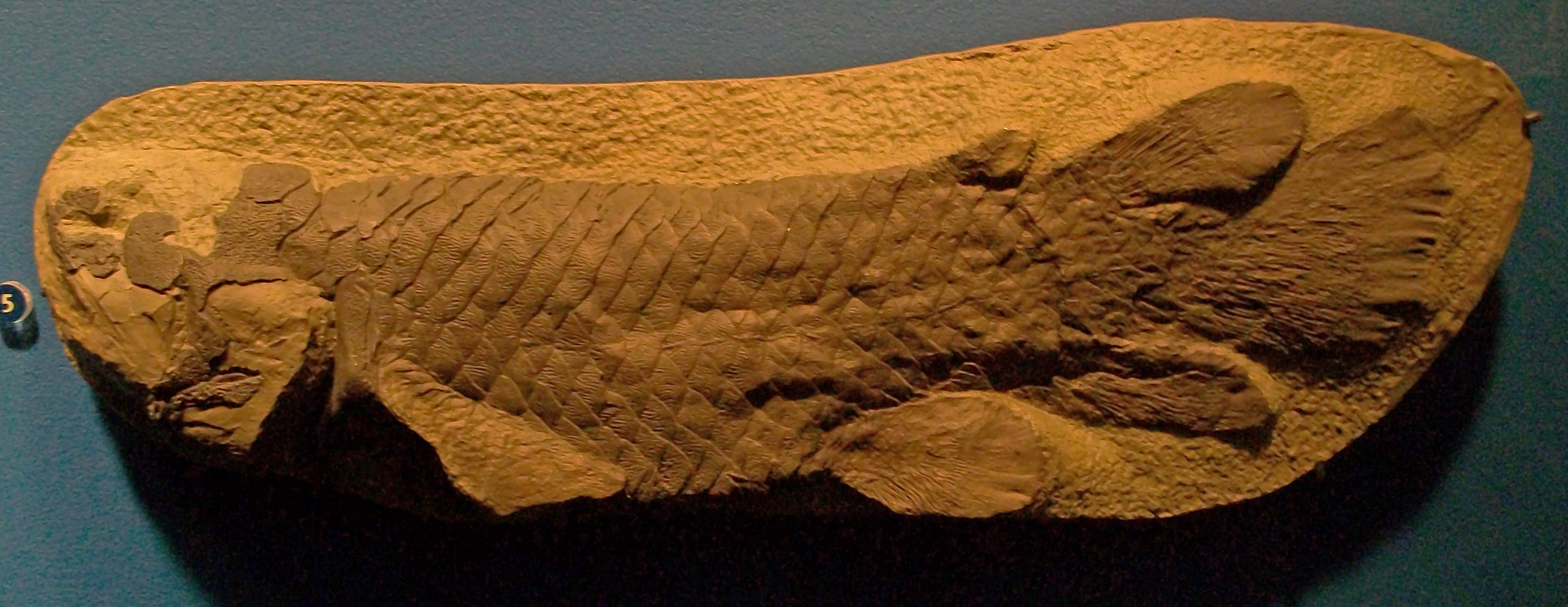
Fossile di Holoptychius quebecensis

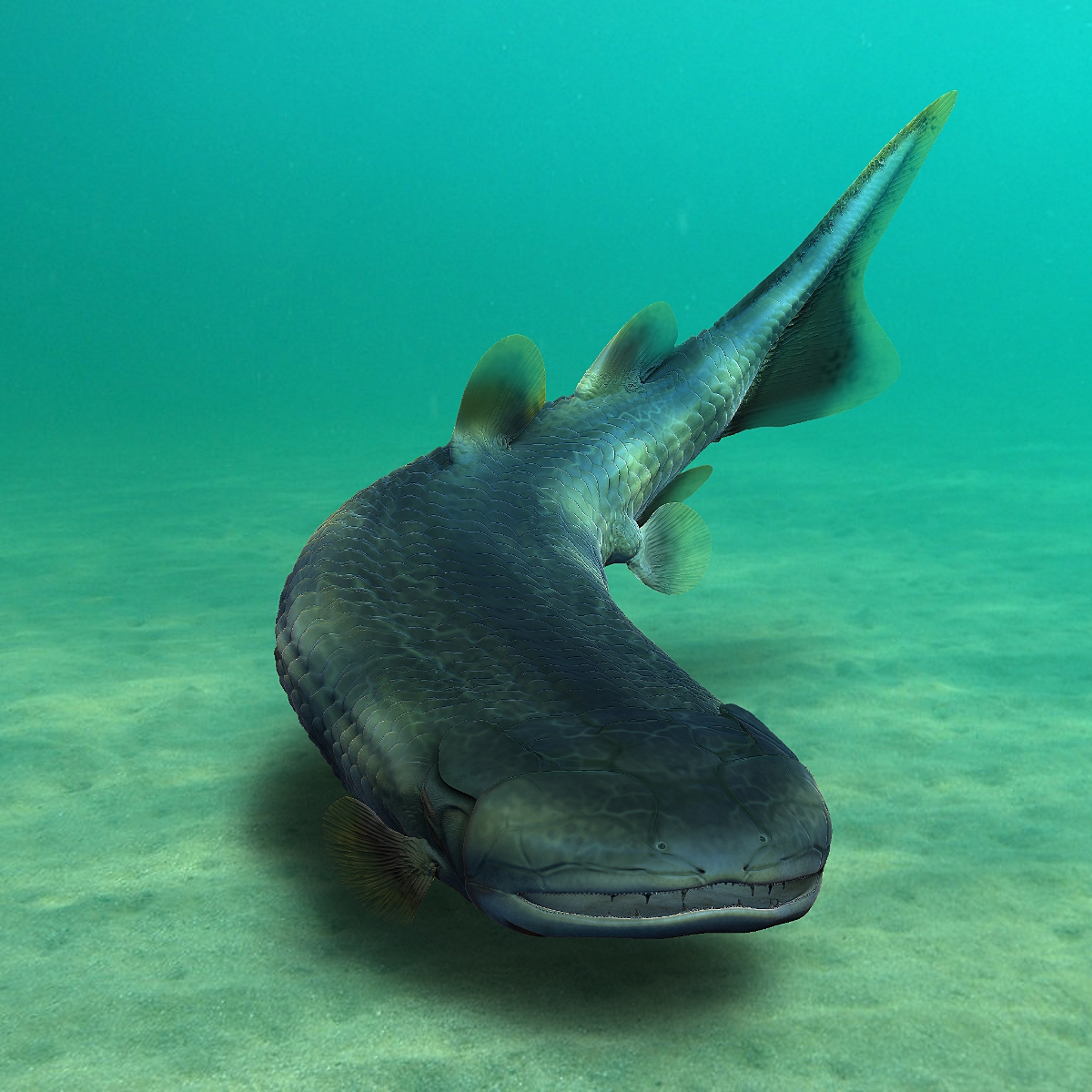
Ricostruzione di Laccognathus embryi

| †Porolepis | \| \| †P. brevis Jarvik 1937 \| \| \| \| \| \| †P. elongata Jarvik 1937 \| \| \| \| \| \| †P. posnaniensis (Kade 1858) \| \| \| \| \| \| †P. siegenensis Gross 1935 \| \| \| \| \| \| †P. spitsbergensis Jarvik 1937 \| \| \| \| |
|            | \| \| †P. brevis Jarvik 1937 \| \| \| \| \| \| †P. elongata Jarvik 1937 \| \| \| \| \| \| †P. posnaniensis (Kade 1858) \| \| \| \| \| \| †P. siegenensis Gross 1935 \| \| \| \| \| \| †P. spitsbergensis Jarvik 1937 \| \| \| \| |
|            | †P. brevis Jarvik 1937 |
|            | |
|            | †P. elongata Jarvik 1937 |
|            | |
|            | †P. posnaniensis (Kade 1858) |
|            | |
|            | †P. siegenensis Gross 1935 |
|            | |
|            | †P. spitsbergensis Jarvik 1937 |
|            | |

|  | †P. brevis Jarvik 1937         |
|  |                                |
|  | †P. elongata Jarvik 1937       |
|  |                                |
|  | †P. posnaniensis (Kade 1858)   |
|  |                                |
|  | †P. siegenensis Gross 1935     |
|  |                                |
|  | †P. spitsbergensis Jarvik 1937 |
|  |                                |

|  | †G. baltica                  |
|  |                              |
|  | †G. groenlandica Jarvik 1972 |
|  |                              |
|  | †G. leptopterus Agassiz 1844 |
|  |                              |
|  | †G. paucidens                |
|  |                              |

|  | †H. americanus Leidy 1843     |
|  |                               |
|  | †H. flemingi Agassiz 1844     |
|  |                               |
|  | †H. giganteus Agassiz 1839    |
|  |                               |
|  | †H. halli Newberry 1889       |
|  |                               |
|  | †H. hopkinsii M'Coy 1844      |
|  |                               |
|  | †H. nobilissimus Agassiz 1835 |
|  |                               |
|  | †H. quebecensis               |
|  |                               |

|  | †L. panderiT Gross 1941      |
|  |                              |
|  | †L. grossi Vorobyeva 2006    |
|  |                              |
|  | †L. embryi Downs et al. 2011 |
|  |                              |

|  | †G. baltica                  |
|  |                              |
|  | †G. groenlandica Jarvik 1972 |
|  |                              |
|  | †G. leptopterus Agassiz 1844 |
|  |                              |
|  | †G. paucidens                |
|  |                              |

|  | †H. americanus Leidy 1843     |
|  |                               |
|  | †H. flemingi Agassiz 1844     |
|  |                               |
|  | †H. giganteus Agassiz 1839    |
|  |                               |
|  | †H. halli Newberry 1889       |
|  |                               |
|  | †H. hopkinsii M'Coy 1844      |
|  |                               |
|  | †H. nobilissimus Agassiz 1835 |
|  |                               |
|  | †H. quebecensis               |
|  |                               |

|  | †L. panderiT Gross 1941      |
|  |                              |
|  | †L. grossi Vorobyeva 2006    |
|  |                              |
|  | †L. embryi Downs et al. 2011 |
|  |                              |

|            | †Heimenia ensis ØRvik 1969 |
|            | |
| †Porolepis | \| \| †P. brevis Jarvik 1937 \| \| \| \| \| \| †P. elongata Jarvik 1937 \| \| \| \| \| \| †P. posnaniensis (Kade 1858) \| \| \| \| \| \| †P. siegenensis Gross 1935 \| \| \| \| \| \| †P. spitsbergensis Jarvik 1937 \| \| \| \| |
|            | \| \| †P. brevis Jarvik 1937 \| \| \| \| \| \| †P. elongata Jarvik 1937 \| \| \| \| \| \| †P. posnaniensis (Kade 1858) \| \| \| \| \| \| †P. siegenensis Gross 1935 \| \| \| \| \| \| †P. spitsbergensis Jarvik 1937 \| \| \| \| |
|            | †P. brevis Jarvik 1937 |
|            | |
|            | †P. elongata Jarvik 1937 |
|            | |
|            | †P. posnaniensis (Kade 1858) |
|            | |
|            | †P. siegenensis Gross 1935 |
|            | |
|            | †P. spitsbergensis Jarvik 1937 |
|            | |

|  | †P. brevis Jarvik 1937         |
|  |                                |
|  | †P. elongata Jarvik 1937       |
|  |                                |
|  | †P. posnaniensis (Kade 1858)   |
|  |                                |
|  | †P. siegenensis Gross 1935     |
|  |                                |
|  | †P. spitsbergensis Jarvik 1937 |
|  |                                |

|  | †G. baltica                  |
|  |                              |
|  | †G. groenlandica Jarvik 1972 |
|  |                              |
|  | †G. leptopterus Agassiz 1844 |
|  |                              |
|  | †G. paucidens                |
|  |                              |

|  | †H. americanus Leidy 1843     |
|  |                               |
|  | †H. flemingi Agassiz 1844     |
|  |                               |
|  | †H. giganteus Agassiz 1839    |
|  |                               |
|  | †H. halli Newberry 1889       |
|  |                               |
|  | †H. hopkinsii M'Coy 1844      |
|  |                               |
|  | †H. nobilissimus Agassiz 1835 |
|  |                               |
|  | †H. quebecensis               |
|  |                               |

|  | †L. panderiT Gross 1941      |
|  |                              |
|  | †L. grossi Vorobyeva 2006    |
|  |                              |
|  | †L. embryi Downs et al. 2011 |
|  |                              |

|  | †G. baltica                  |
|  |                              |
|  | †G. groenlandica Jarvik 1972 |
|  |                              |
|  | †G. leptopterus Agassiz 1844 |
|  |                              |
|  | †G. paucidens                |
|  |                              |

|  | †H. americanus Leidy 1843     |
|  |                               |
|  | †H. flemingi Agassiz 1844     |
|  |                               |
|  | †H. giganteus Agassiz 1839    |
|  |                               |
|  | †H. halli Newberry 1889       |
|  |                               |
|  | †H. hopkinsii M'Coy 1844      |
|  |                               |
|  | †H. nobilissimus Agassiz 1835 |
|  |                               |
|  | †H. quebecensis               |
|  |                               |

|  | †L. panderiT Gross 1941      |
|  |                              |
|  | †L. grossi Vorobyeva 2006    |
|  |                              |
|  | †L. embryi Downs et al. 2011 |
|  |                              |

## Paleobiologia
I porolepiformi erano grandi predatori, che ebbero un'origine marina durante il Devoniano inferiore; nel corso del Devoniano medio, questi pesci colonizzarono le acque salmastre e gli ambienti di acqua dolce e divennero molto più abbondanti. Durante il tardo Devoniano furono estremamente abbondanti nei continenti settentrionali ma si estinsero alla fine del periodo. I porolepiformi erano probabilmente predatori d'agguato, che attendevano le loro prede (pesci più piccoli) e poi li catturavano con veloci movimenti del corpo, arpionandoli con il lunghi denti aguzzi, in modo simile ai lucci attuali.